# مايكل جونز (ملحن)
مايكل جونز (بالفرنسية: Michael Jones)‏ (و. 1942  م) هو عازف بيانو، وملحن كندي، يستخدم آلات بيانو.

## روابط خارجية
- مايكل جونز على موقع ميوزك برينز (الإنجليزية)
- مايكل جونز على موقع ديسكوغز (الإنجليزية)